# Glaucopsyche mirabilis
Glaucopsyche mirabilis är en fjärilsart som beskrevs av Beuret 1964. Glaucopsyche mirabilis ingår i släktet Glaucopsyche och familjen juvelvingar. Inga underarter finns listade i Catalogue of Life.